# Viikintie
Viikintie, (en français : Route de Viikki) est une rue d'Helsinki en Finlande.

## Présentation
Longue de 5,6 kilomètres, la Viikintie part de Vanhakaupunki à proximité de la Lahdenväylä (valtatie 4), traverse Viikki et se termine en croisant l'Itäväylä (Seututie 170) à Herttoniemi.
La Viikintie est empruntée, entre-autres, par la runkolinja 550.

## Galerie

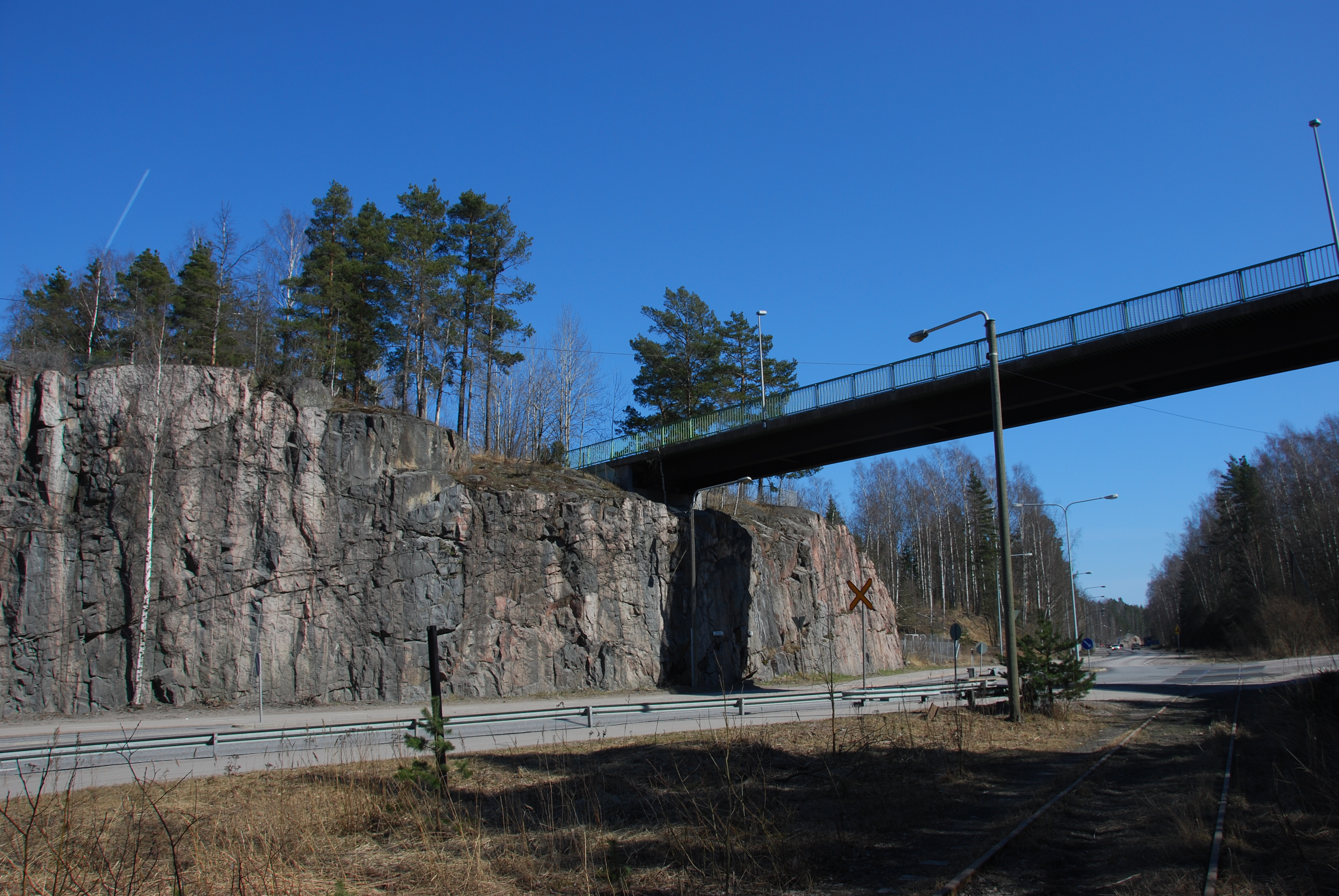
Pont de circulation douce enjambant la Viikintie.
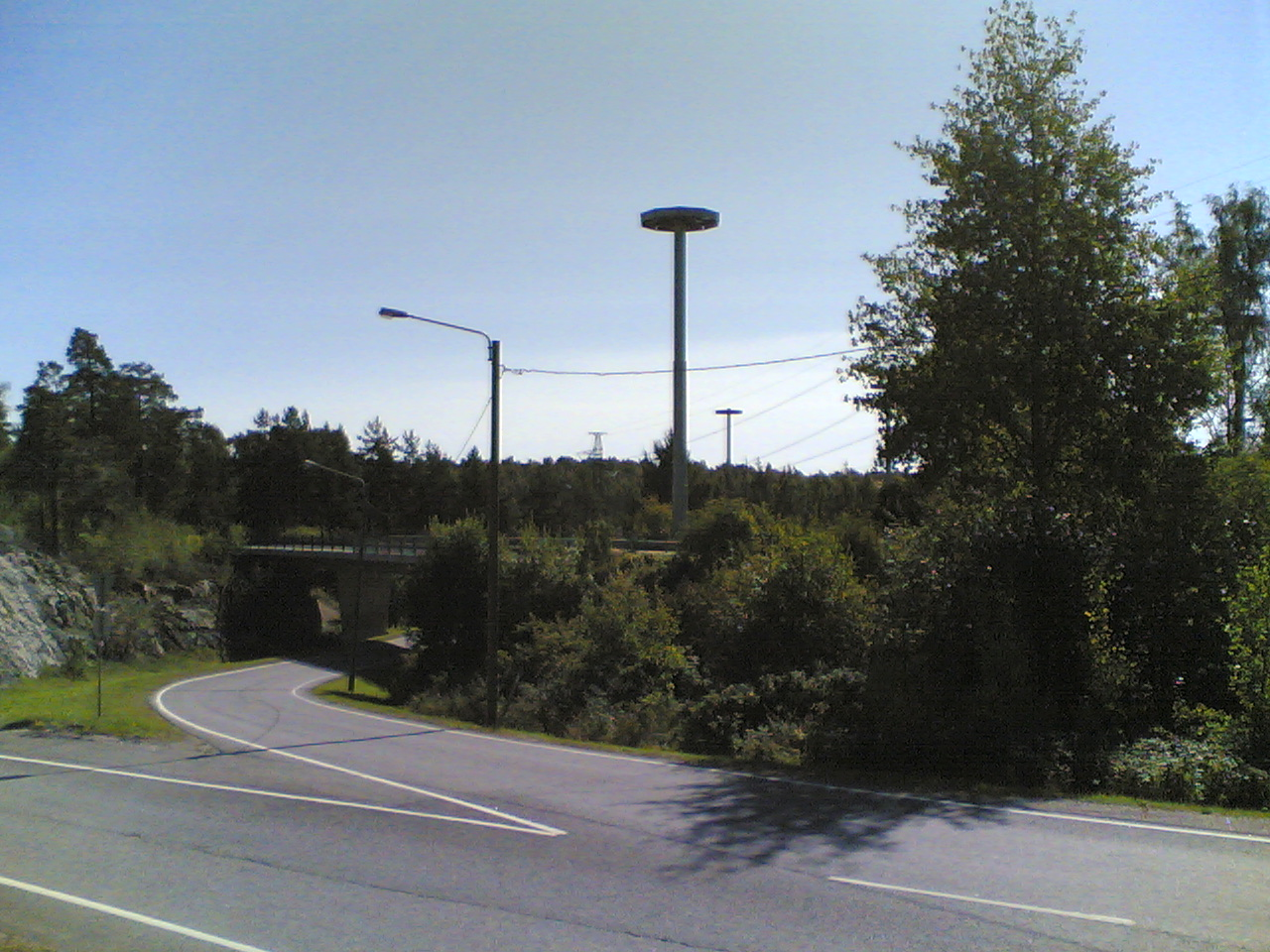
Itäväylä et Viikintie.
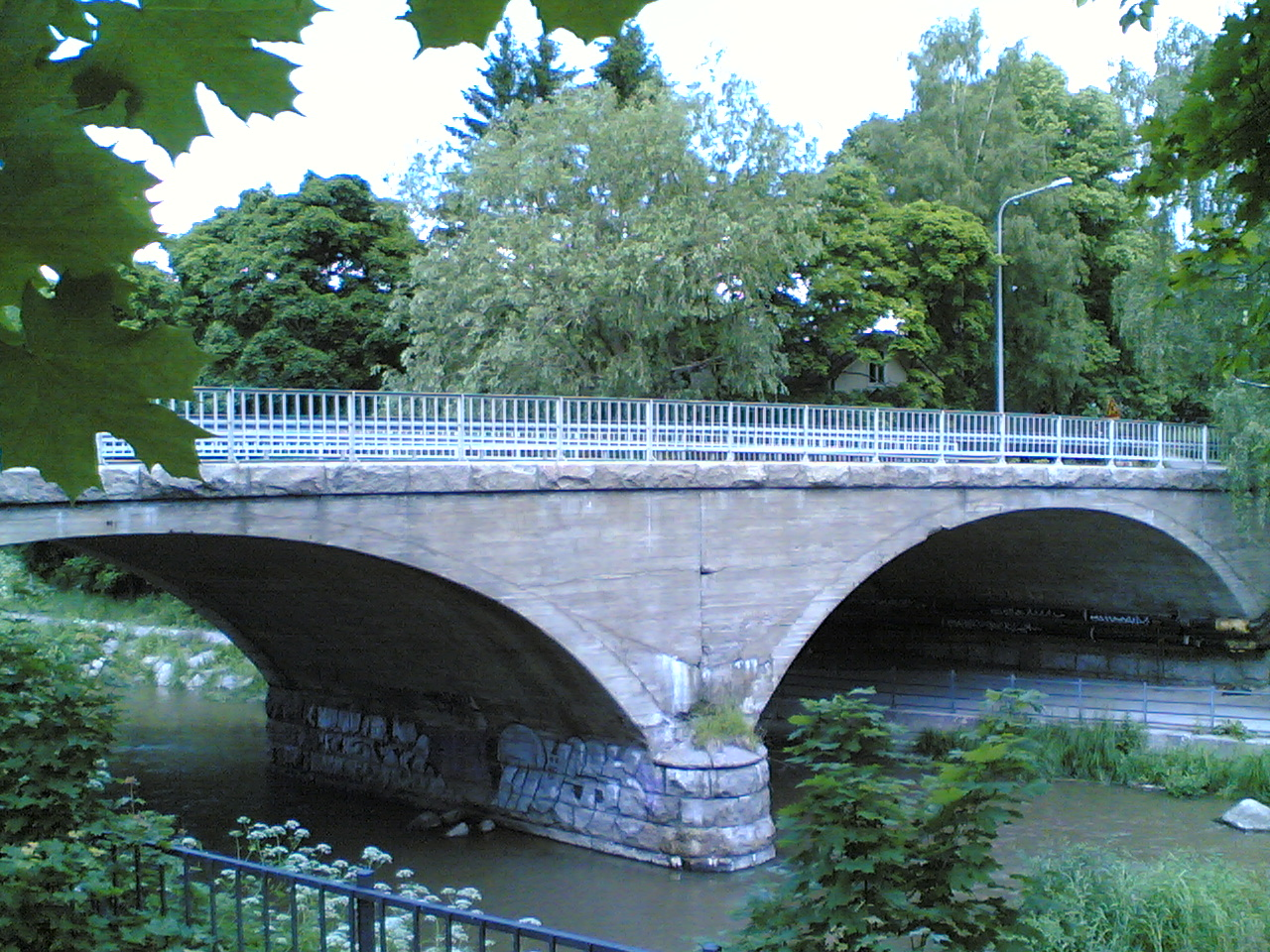
Viikintie.
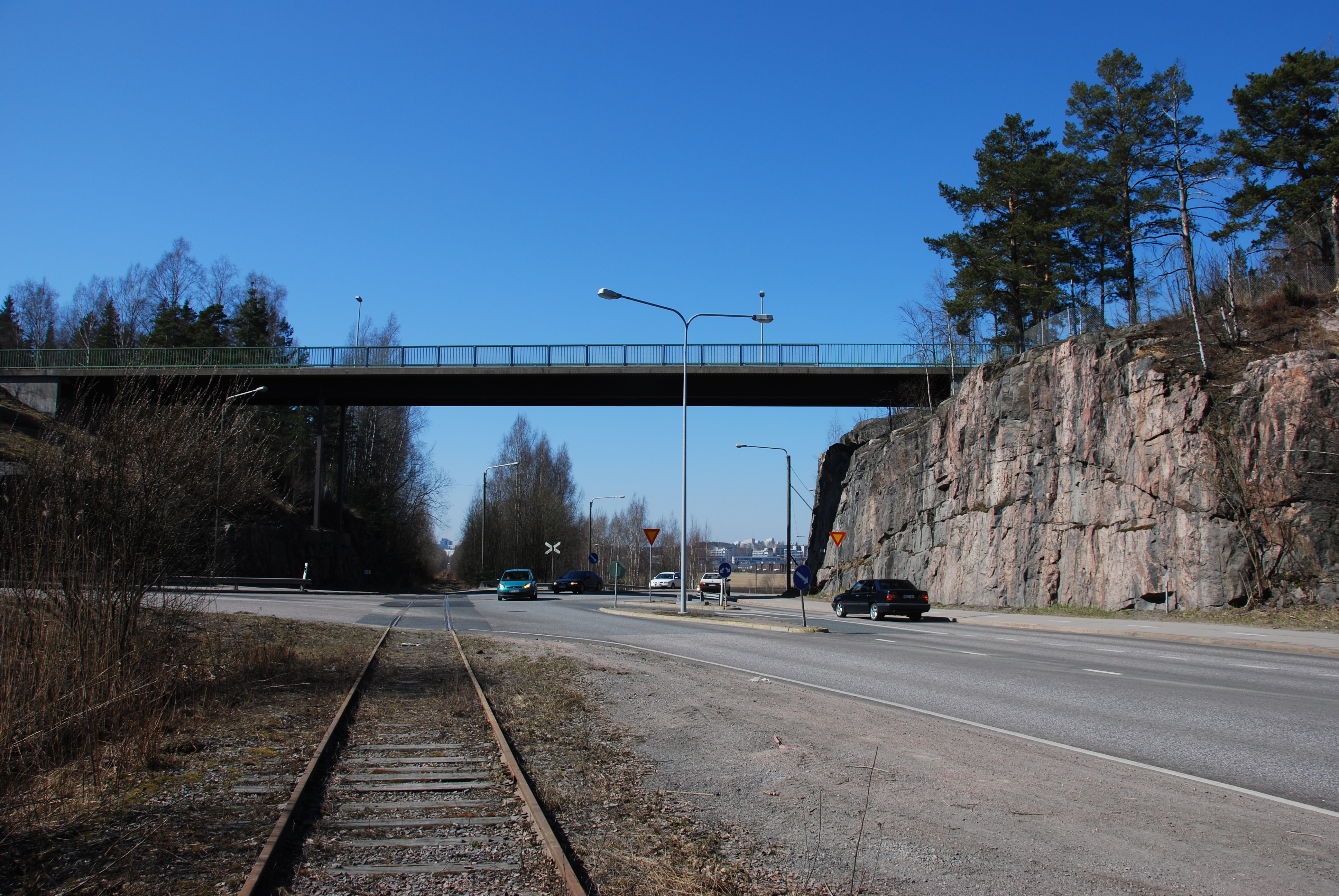
Croisement de Viikintie et de Viilarintie.
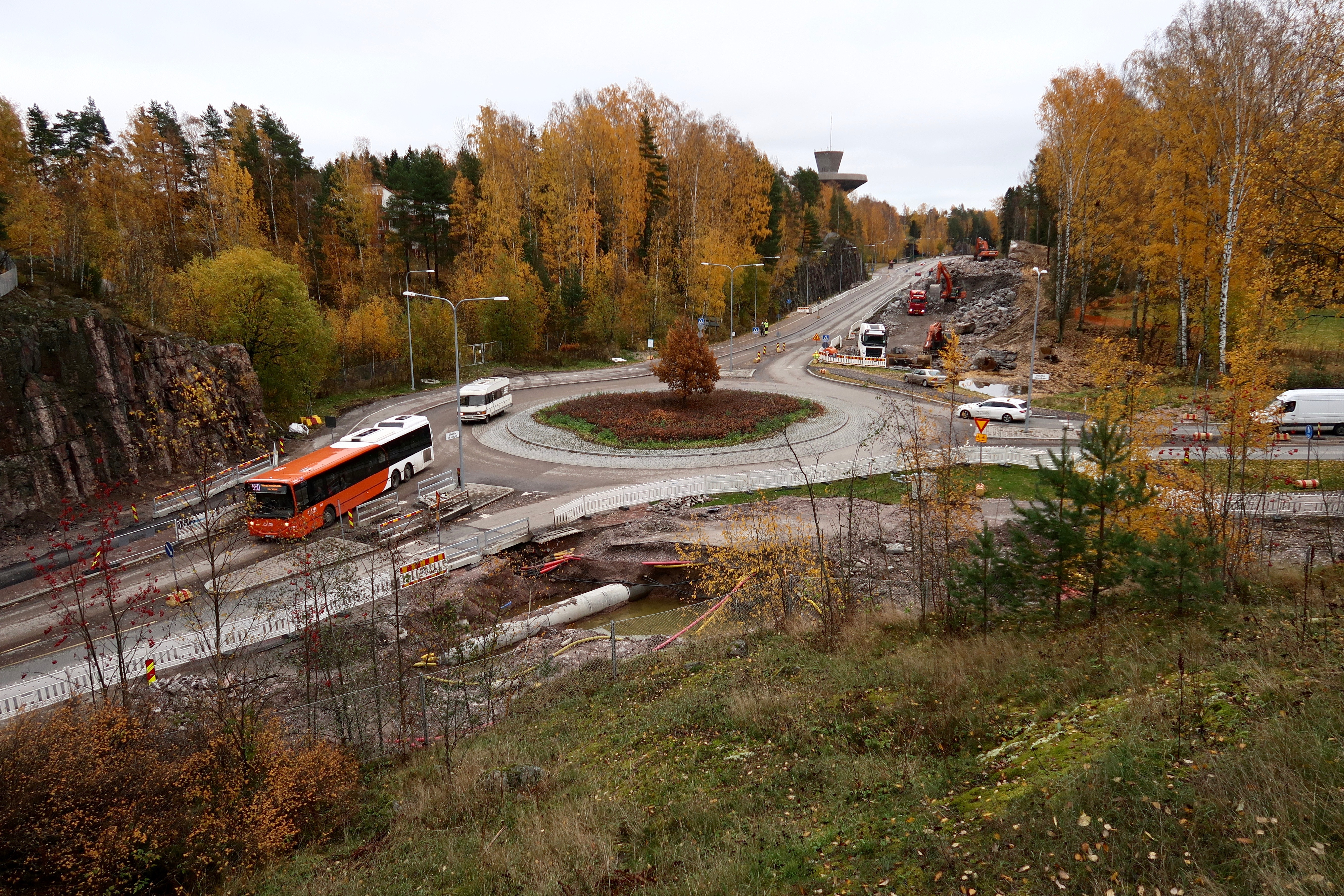
Rond-point de Viilarintie et Viikintie à Myllypuro[2].